# Lior Refaelov
Lior Refaelov (Hebreeuws: ליאור רפאלוב) (Or Akiva, 26 april 1986) is een Israëlische voormalige voetballer die ook over de Belgische nationaliteit beschikt. Hij was een aanvallende middenvelder die ook als vleugelspeler kon spelen. Refaelov speelde van 2004 tot en met 2025 achtereenvolgens voor Maccabi Haifa, Club Brugge, Royal Antwerp, RSC Anderlecht en nogmaals Maccabi Haifa. De middenvelder vierde zes landstitels in zijn spelerscarrière en won in 2020 de Gouden Schoen van België. Refaelov speelde in tien jaar tijd (2007-2017) veertig interlands voor het Israëlisch voetbalelftal en scoorde erbij zes keer.

## Carrière

### Maccabi Haifa
Lior Refaelov belandde in 1998 bij de jeugd van de Israëlische topclub Maccabi Haifa. Voordien had hij enkel zaalvoetbal gespeeld. Zes jaar later, op 18-jarige leeftijd, debuteerde Refaelov in het eerste elftal. De beloftevolle middenvelder werd toen beschouwd als een groot talent.
Refaelov loste de verwachtingen in en won in 2006 met Maccabi Haifa de landstitel en de Toto Cup. Ook in 2009 en 2011 werd hij kampioen. Na afloop van het seizoen 2010/11 werd hij in Israël ook verkozen tot Beste Speler. Hij trad zo in de voetsporen van voetballers als Eli Ohana en Gal Alberman.

### Club Brugge

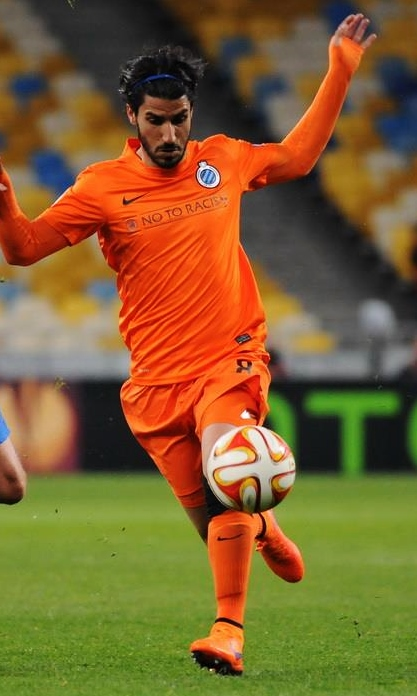
Refaelov, spelend voor Club Brugge in 2015

In juni 2011 tekende Refaelov een contract bij Club Brugge. Ronny Rosenthal is de enige landgenoot die Refaelov bij blauw-zwart voorafging. Hij speelde vanaf 2011 voor Club Brugge. Maccabi Haifa kreeg 2,5 miljoen euro voor de transfer van Refaelov. Hij werd vrij snel een vaste waarde bij de club. Op 22 maart 2015 scoorde Refaelov in de 92e minuut in de Beker van België voor Club Brugge tegen de rivaal RSC Anderlecht. Dat doelpunt zorgde ervoor dat Club Brugge voor de elfde keer de Beker van België won. Refaelov kon zich niet meer volledig in de ploeg knokken en was ook veel geblesseerd en mocht vertrekken.

### Royal Antwerp
Doordat hij op een zijspoor was beland zocht hij een andere club. Hij zette zijn carrière voort bij Royal Antwerp. Door het respect dat hij genoot bij Club Brugge, werd hij met weinig tegenwerking verhuurd aan Antwerp voor het seizoen 2018/19, terwijl zijn contract zou aflopen op het einde van het seizoen. Na zijn huurperiode kreeg hij een contract van twee seizoenen aangeboden. In zijn eerste seizoen speelde Antwerp heel het seizoen mee voor Play-off 1, terwijl zij vochten voor de top drie, eindigden zij vijfde en wonnen ze de Play-off-finale tegen Charleroi. Hij speelde in zijn tweede seizoen bij Antwerp de Europese voorrondes, won de beker en eindigde vierde, in een seizoen dat vroegtijdig stopte, Antwerp stond maar amper twee punten van de tweede plaats. In zijn derde seizoen speelde hij Europees voetbal in de groepsfases van de UEFA Europa League, waar Antwerp van Tottenham Hotspur won en zich kon plaatsen voor de volgende ronde. Hij won ook de Gouden Schoen.

### RSC Anderlecht
Op 26 april 2021 raakte bekend dat de Israëlische voetballer vanaf het seizoen 2021/22 zou uitkomen voor RSC Anderlecht. Hij tekende daar een contract voor twee seizoenen. Refaelov kwam niet meer in actie voor Royal Antwerp, maar zou wel blijven meetrainen met de groep. Op 5 december 2021 scoorde Refaelov tweemaal voor Anderlecht in de 3–2 thuisoverwinning tegen Zulte-Waregem. Op 27 april 2023 kondigde RSC Anderlecht aan dat ze het contract niet meer wensten te verlengen. Daarop keerde hij terug naar Maccabi Haifa.
In mei 2025 stopte de Israëlische voetballer op 39-jarige leeftijd met voetballen na een carrière van 21 jaar. Hij ging bij Maccabi Haifa aan de slag bij het scouting departement.

## Statistieken
| Seizoen         | Club            | Land            | Competitie         | Competitie | Competitie | Beker | Beker | Supercup | Supercup | Internationaal | Internationaal | Totaal | Totaal |
| Seizoen         | Club            | Land            | Competitie         | Wed.       | Dlp.       | Wed.  | Dlp.  | Wed.     | Dlp.     | Wed.           | Dlp.           | Wed.   | Dlp.   |
| --------------- | --------------- | --------------- | ------------------ | ---------- | ---------- | ----- | ----- | -------- | -------- | -------------- | -------------- | ------ | ------ |
| 2004/05         | Maccabi Haifa   | Vlag van Israël | Ligat Ha'Al        | 2          | 0          | 0     | 0     | —        | —        | —              | —              | 2      | 0      |
| 2005/06         | Maccabi Haifa   | Vlag van Israël | Ligat Ha'Al        | 19         | 1          | 0     | 0     | —        | —        | —              | —              | 19     | 1      |
| 2006/07         | Maccabi Haifa   | Vlag van Israël | Ligat Ha'Al        | 25         | 1          | 0     | 0     | —        | —        | 0              | 0              | 25     | 1      |
| 2007/08         | Maccabi Haifa   | Vlag van Israël | Ligat Ha'Al        | 27         | 3          | 0     | 0     | —        | —        | 0              | 0              | 27     | 3      |
| 2008/09         | Maccabi Haifa   | Vlag van Israël | Ligat Ha'Al        | 33         | 9          | 0     | 0     | —        | —        | 0              | 0              | 33     | 9      |
| 2009/10         | Maccabi Haifa   | Vlag van Israël | Ligat Ha'Al        | 34         | 7          | 0     | 0     | —        | —        | 12             | 1              | 46     | 8      |
| 2010/11         | Maccabi Haifa   | Vlag van Israël | Ligat Ha'Al        | 27         | 11         | 0     | 0     | —        | —        | 2              | 0              | 29     | 11     |
| 2011/12         | Club Brugge     | Vlag van België | Jupiler Pro League | 32         | 6          | 2     | 0     | —        | —        | 12             | 1              | 46     | 7      |
| 2012/13         | Club Brugge     | Vlag van België | Jupiler Pro League | 28         | 10         | 1     | 0     | —        | —        | 7              | 2              | 36     | 12     |
| 2013/14         | Club Brugge     | Vlag van België | Jupiler Pro League | 33         | 4          | 2     | 0     | —        | —        | 2              | 1              | 37     | 5      |
| 2014/15         | Club Brugge     | Vlag van België | Jupiler Pro League | 30         | 10         | 4     | 2     | —        | —        | 14             | 6              | 48     | 18     |
| 2015/16         | Club Brugge     | Vlag van België | Jupiler Pro League | 15         | 6          | 5     | 1     | 0        | 0        | 1              | 0              | 21     | 7      |
| 2016/17         | Club Brugge     | Vlag van België | Jupiler Pro League | 21         | 2          | 1     | 0     | 1        | 0        | 1              | 0              | 24     | 2      |
| 2017/18         | Club Brugge     | Vlag van België | Jupiler Pro League | 18         | 2          | 0     | 0     | —        | —        | 4              | 0              | 22     | 2      |
| 2018/19         | → Antwerp FC    | Vlag van België | Jupiler Pro League | 35         | 11         | 1     | 0     | —        | —        | —              | —              | 36     | 11     |
| 2019/20         | Antwerp FC      | Vlag van België | Jupiler Pro League | 24         | 11         | 5     | 2     | —        | —        | 4              | 0              | 33     | 13     |
| 2020/21         | Antwerp FC      | Vlag van België | Jupiler Pro League | 32         | 9          | 2     | 0     | —        | —        | 8              | 4              | 35     | 12     |
| 2021/22         | RSC Anderlecht  | Vlag van België | Jupiler Pro League | 37         | 12         | 6     | 5     | —        | —        | 3              | 2              | 46     | 19     |
| 2022/23         | RSC Anderlecht  | Vlag van België | Jupiler Pro League | 17         | 4          | 2     | 0     | —        | —        | 8              | 2              | 27     | 6      |
| Carrière totaal | Carrière totaal | Carrière totaal | Carrière totaal    | 489        | 119        | 31    | 10    | 1        | 0        | 78             | 19             | 599    | 148    |

Bijgewerkt op 13 januari 2023. 

## Erelijst
| Competitie         |               |                           |               |               |
| Competitie         | Aantal        | Jaren                     |               |               |
| Maccabi Haifa      | Maccabi Haifa | Maccabi Haifa             | Maccabi Haifa | Maccabi Haifa |
| ------------------ | ------------- | ------------------------- | ------------- | ------------- |
| Ligat Ha'Al        | 3x            | 2005/06, 2008/09, 2010/11 |               |               |
| Toto Cup           | 1x            | 2006                      |               |               |
| Club Brugge        |               |                           |               |               |
| Eerste klasse (A)  | 2x            | 2015/16, 2017/18          |               |               |
| Beker van België   | 1x            | 2014/15                   |               |               |
| Belgische Supercup | 1x            | 2016                      |               |               |
| Royal Antwerp      |               |                           |               |               |
| Beker van België   | 1x            | 2019/20                   |               |               |

Individueel als speler
| Israëlisch Voetballer van het Jaar | 1x | 2010/11    |
| Eerste klasse Speler van de Maand  | 1x | Maart 2014 |
| Belgische Gouden Schoen            | 1x | 2020       |

## International
Lior Refaelov speelde als jongere meermaals voor de jeugdploegen van Israël. In 2007 maakte hij ook zijn debuut bij de nationale ploeg. Het was bondscoach Dror Kashtan die hem toen voor het eerst selecteerde.